# География Шотландии
География Шотландии весьма разнообразна: присутствуют обрабатываемые равнины, каменистые возвышенности, крупные города и необитаемые острова. Располагаясь на северо-западе Европы, Шотландия занимает северную треть острова Великобритания и многочисленные прилегающие острова (около 790), большинство из которых объединено в архипелаги — Шетландские, Оркнейские и Гебридские острова.
Шотландия имеет сухопутную границу с Англией, протяжённостью 95 км. Граница проходит от Солуэй-Ферт на юго-западе до Северного моря на северо-востоке. От острова Ирландия Шотландия отделена Северным проливом шириной в самом узком месте около 30 км. В 305 км к северо-востоку от Шотландии находится Норвегия, между ними располагается Северное море. Омывающий западное и северное побережья Шотландии Атлантический океан обеспечивает умеренный морской климат данного региона.
В топографии Шотландии выделяется Северо-Шотландский разлом — геологический разлом, проходящий по материковой части от Хеленсборо до Стонхейвена. Граница разлома разделяет две совершенно разных физиографических региона — Северо-Шотландское нагорье (занимающее север и запад страны), и Среднешотландскую низменность, которая южнее переходит в Южно-Шотландскую возвышенность.
В центральной части нагорья, в Грампианских горах, находятся основные горы Шотландии, в том числе и самая высокая её точка — пик Бен-Невис (1344 м). Среднешотландская низменность является наиболее густонаселённым регионом страны — на узком участке между заливами Ферт-оф-Клайд и Ферт-оф-Форт, известном как «Центральный Пояс» находятся крупнейшие города страны. Самым большим является Глазго, но, тем не менее, столицей и политическим центром страны является Эдинбург.
Значительный рост темпов развития шотландской промышленности в XIX веке и начале XX века стал возможен благодаря наличию больших запасов полезных ископаемых: угля, железа и цинка. В настоящее время основой экономики Шотландии является выработка электроэнергии. Хотя Шотландия и входит в число крупнейших производителей нефти в Европейском Союзе, в последние годы все большую политическую и экономическую важность приобрёл вопрос развития использования возобновляемых источников энергии
.

## Геология и рельеф
Площадь Шотландии составляет 78 772 квадратных километров, что составляет около 30 % общей площади Соединённого Королевства. 
Рельеф Шотландии формировался взаимодействием тектонических плит и последующей ледниковой эрозией. Основным геологическим подразделением Шотландии является Северо-Шотландский разлом. Северо-Шотландское нагорье представляет собой крайне пересечённую горную местность, с самыми большими абсолютными высотами в пределах Великобритании. Нагорье разделено долиной Глен-Мор, располагающейся в тектонической впадине, на Грампианские горы (на юго-востоке) и Северо-Западное нагорье.
Шотландия обладает очень большим разнообразием геологии для региона её размеров, что послужило основой многих важных научных исследований.
Старейшими горными породами Шотландии являются льюисианские гнейсы, сформировавшиеся в докембрийский период, около 3 миллиардов лет назад. В тот же докембрий были сформированы осадочные торридонские песчаники и метаморфические породы, входящие в Мойнскую супер-группу. Прочие осадочные породы формировались в кембрийский период, и некоторые из них метаморфировали в породы Далрадианской серии. Территория, которая сейчас является Шотландией, в то время находилась поблизости от Южного полюса Земли.
В силурийский период территория нынешней Шотландии входила в состав материка Лаврентия. На юге, отделённый от Лаврентии океаном Япета, находился континент Балтика. Эти два континента, постепенно столкнувшись, присоединили Шотландию к территории, которая впоследствии стала Англией и Европой. Это событие известно в геологической истории как Каледонское горообразование. Северо-Шотландский разлом отмечает место объединения континентов. Силурийские породы образовали Южно-Шотландскую возвышенность, выдавленную наверх при столкновении. Это столкновение привело к усиленному горообразованию, и нынешние нагорья Шотландии в тот период, возможно, были сравнимы по высоте с современными Альпами. В этот период в низинах образовывалась горная порода, известная как древний красный песчаник. Результатом столкновения тектонических плит стала высокая вулканическая активность в Шотландии, с образованием вулканов в южной Шотландии и магматических очагов на севере (ныне на этом месте можно наблюдать гранитные горы, такие как Кэрнгормс).
В каменноугольный период (363—290 миллионов лет назад) Шотландия располагалась близко к экватору. За это время произошло несколько изменений уровня моря. Данным периодом датируются залежи каменного угля в Ланаркшире и другие отложения. Вследствие вулканической активности формируется Артурс Сит в Эдинбурге. В триасе Шотландия представляла собой пустыню, имеющую в основании обнажения песчаников. Отложения мелового периода не пережили эрозии, и не сохранились как в Шотландии, так и в Англии.
В третичном периоде тектонические плиты снова пришли в движение, разделяясь на современную Северную Америку и Европу, тем самым образовывая Атлантический океан. Граница раздела проходила к западу от Шотландии, оставив цепочку бывших мест вулканической активности, таких как Сент-Килда и Скай. Это был последний период формирования горных пород Шотландии. С того момента рельеф подвергался действию ледниковой эрозии на протяжении нескольких ледниковых периодов, с образованием гляциальных долин и отложениями валунных глин. В настоящее время Шотландия продолжает медленно двигаться на север.

## Физическая география

### Крайние точки Шотландии

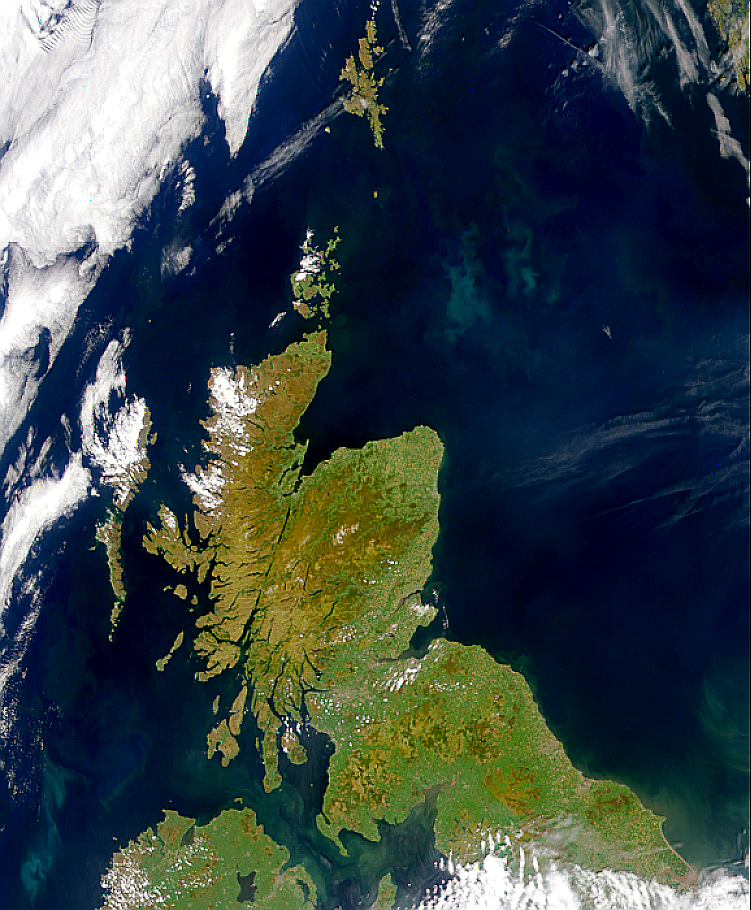
Шотландия. Снимок из космоса

Самая северная точка Шотландии на большом острове — мыс Даннет-Хед (58°40′ с. ш.), на малых островах — мыс Херманесс (60°50′ с. ш.); самая южная точка — мыс Малл-оф-Галловей (54° 38′ с. ш.). Протяжённость территории с севера на юг около 450 км. Почти вдвое меньше расстояние между её западными и восточными границами (около 270 км) — от мыса Коррахад-Мор на полуострове Арднамёрхен (6°13′ з. д.) до города Питерхед (1°45′ з. д.); самые западные точки на малых островах — мыс Койп-а-Гале на острове Соэй (8°38′ з. д.) и скала Роколл (13°41′ з. д.), чей международный статус до сих пор обсуждается.
Географический центр Шотландии располагается в нескольких милях от деревни Ньютонмор в Хайленде (56°49′ с. ш., 4°10′ з. д.).

### Землепользование
Общая площадь используемых земель Шотландии составляет 7 710 000 гектаров. Посевы зерновых культур и залежные земли занимают около 7 % от общей площади угодий; луга и пастбища — 67 %, леса — 17 %, и урбанизированные территории — 8 %.

### Топография, горы и холмы

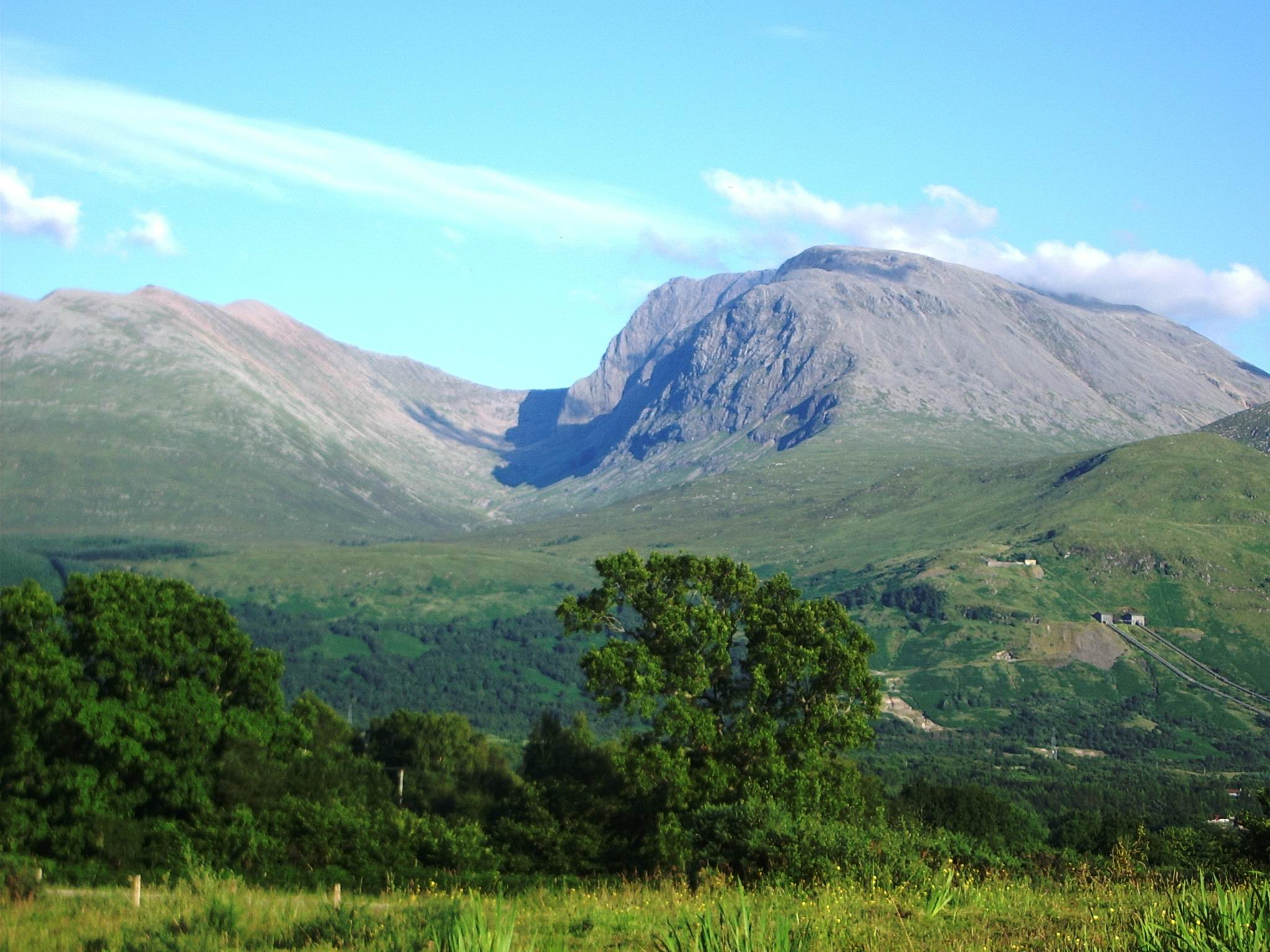
Бен-Невис, самая высокая гора Великобритании.

Шотландия — самая горная страна из составляющих Великобританию. Наиболее высокие горы находятся в Грампианских горах: в западной части, в районе Форт-Уильяма находится самая высокая вершина Великобритании — Бен-Невис (высотой 1344 метра). В центральной части, в массиве Крейгорм, находится Бен-Макдуи (1309 м).
Некоторые прибрежные острова тоже гористы: например, хребет Куллин-Хилс на острове Скай представляет пример крупного горного массива (до 992 м).
В Шотландии принята система классификации гор и холмов по их высоте. Горы, превышающие 3000 футов (около 914 метров), называют манро (англ. Munro), в честь сэра Хью Манро, впервые составившего список таких гор в 1891 году. В Шотландии насчитывается 284 манро, все они находятся в пределах Северо-Шотландского нагорья и на островах Скай и Малл . Вершины, имеющие абсолютную высоту от 2500 до 3000 футов (753—914 метров), и с относительной высотой, по меньшей мере, 500 футов (около 150 метров), называют корбеттами (англ. Corbett), в честь Джона Корбетта. Кроме этого, существуют дональды, грэхэмы, мардосы, мэрилины и другие. Классификация периодически пересматривается Шотландским альпинистским клубом.
Топографически основную часть Шотландии можно разделить на три основных зоны, которые отражают различную геологию подстилающих пород.

#### Южно-Шотландская возвышенность
Примерно 20 % территории на юге страны занимает Южно-Шотландская возвышенность, состоящая из линий холмов, разделённых широкими долинами. Местность слабо населена. На Южном нагорье существует самая высоко расположенная деревня в Шотландии, Уонлокхэд, находящаяся на высоте 467 метров над уровнем моря.
Пентленд и Ламмермур являются одними из многих цепей холмов, которые составляют возвышенность. Также существуют отдельные холмы, не входящие ни в одну из цепей. Многие из них имеют вулканическое происхождение (например, Норт-Берик-Ло и Трапрейн-Ло) и называются шотландским словом «Law», означающим «холм».
Южно-Шотландская возвышенность отделяется от Среднешотландской низменности линией тектонического разлома, идущего на северо-восток, от города Герван в Саут-Эршире до побережья Северного моря (город Данбар).

#### Среднешотландская низменность
Среднешотландская низменность занимает около 20 % территории страны, располагаясь к северу от Южно-Шотландской возвышенности. Она включает в себя долины рек Форт и Клайд. Благодаря обширным запасам каменного угля и железной руды, эта территория служила центром шотландской индустриализации, начиная с XVIII века. Разработка полезных ископаемых привела к постройке развитой сети дорог, каналов, и, впоследствии, железных дорог. Здесь сосредоточена основная масса населения страны, включая города Эдинбург и Глазго.
К наиболее важным возвышенностям данной зоны можно отнести холмы Сидлос (к северу от города Данди), холмы Охил-Хилс (к востоку от города Стерлинг) и Кампси-Феллс (расположенные к северу от Глазго).

#### Северо-Шотландское нагорье

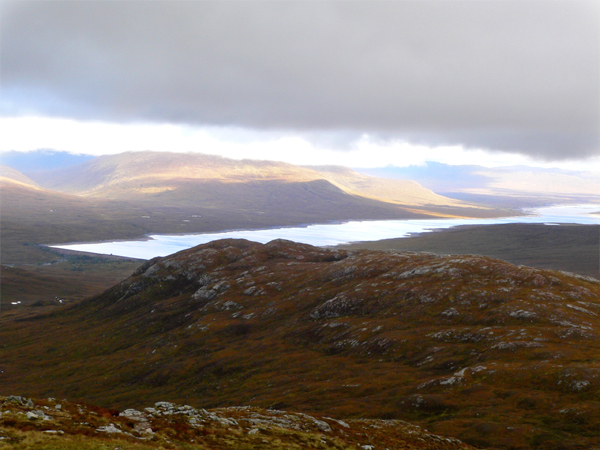
Грампианские горы осенью.

Северо-Шотландское нагорье занимает около 60 % территории Шотландии, и расположено на северо-западе. Расположено к северо-западу от Северо-Шотландского разлома, идущего от острова Арран и Хеленсборо на западе до Стоунхейвена на востоке. К северу от разлома расположен третий по величине город Шотландии, Абердин. Однако, плодородные равнины восточного Абердиншира более напоминают Среднешотландскую низменность, нежели земли нагорья.
Северо-Шотландское нагорье представляет собой обширный горный регион с максимальными высотами около 1300 метров. По международным стандартам, шотландские горы не очень высоки, однако, одним из факторов, увеличивающих их альпинистскую «степень сложности», являются непредсказуемо меняющиеся погодные условия, что происходит вследствие встречи атлантических и европейских воздушных масс.
Нагорье разделено рифтовой долиной Глен-Мор, идущей от Форт-Уильяма до Инвернесса, на Грампианские горы (на юго-востоке) и Северо-Западное нагорье. Для Грампианских гор характерно большое количество высокогорных плато, в то время как для Северо-Западного нагорья — более неровный каменистый рельеф, и сильная изрезанность побережья морскими заливами.

### Береговая линия

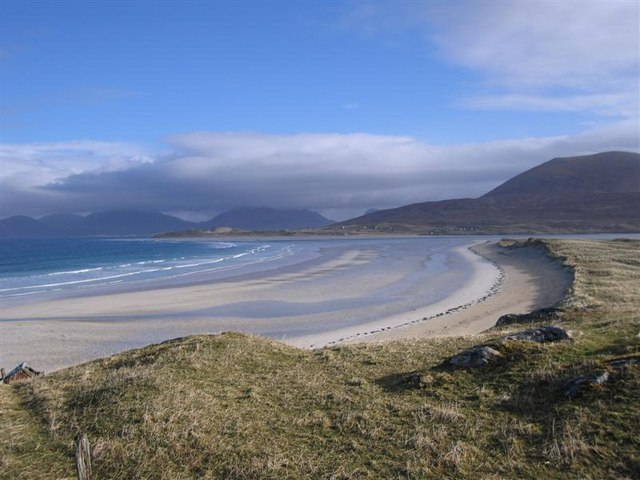
Побережье Гарриса.

Береговая линия основной части Шотландии имеет протяжённость около 9911 километров. Если рассматривать береговую линию всех многочисленных островов, то общая протяжённость побережья Шотландии составляет около 16490 километров. Западное побережье сильно изрезано, здесь расположены длинные полуострова, разделенные заливами, напоминающими скандинавские фьорды. Восточное побережье же имеет более правильные очертания, с большими речными эстуариями и длинными песчаными пляжами. На большей части побережья распространены так называемые махиры, пляжи с дюнной травяной растительностью, сформированные при снижении уровня моря.
Прибрежные природные комплексы охраняются в заповедниках Айтен и Фоулсхей.
Основные заливы страны: Солуэй-Ферт, Ферт-оф-Клайд (включая Лох-Файн, Лох-Лонг и др.), Ферт-оф-Лорн (включая Лох-Линне), Лох-Торридон и Лох-Ю на западном побережье, Мори-Ферт (включая  Кромарти-Ферт), Ферт-оф-Тей и Ферт-оф-Форт — на восточном. Также можно выделить  Лох-Сифорт на острове Льюис-энд-Гаррис.
Пролив Пентленд-Ферт отделяет Оркнейские острова от основной части Шотландии.

### Острова

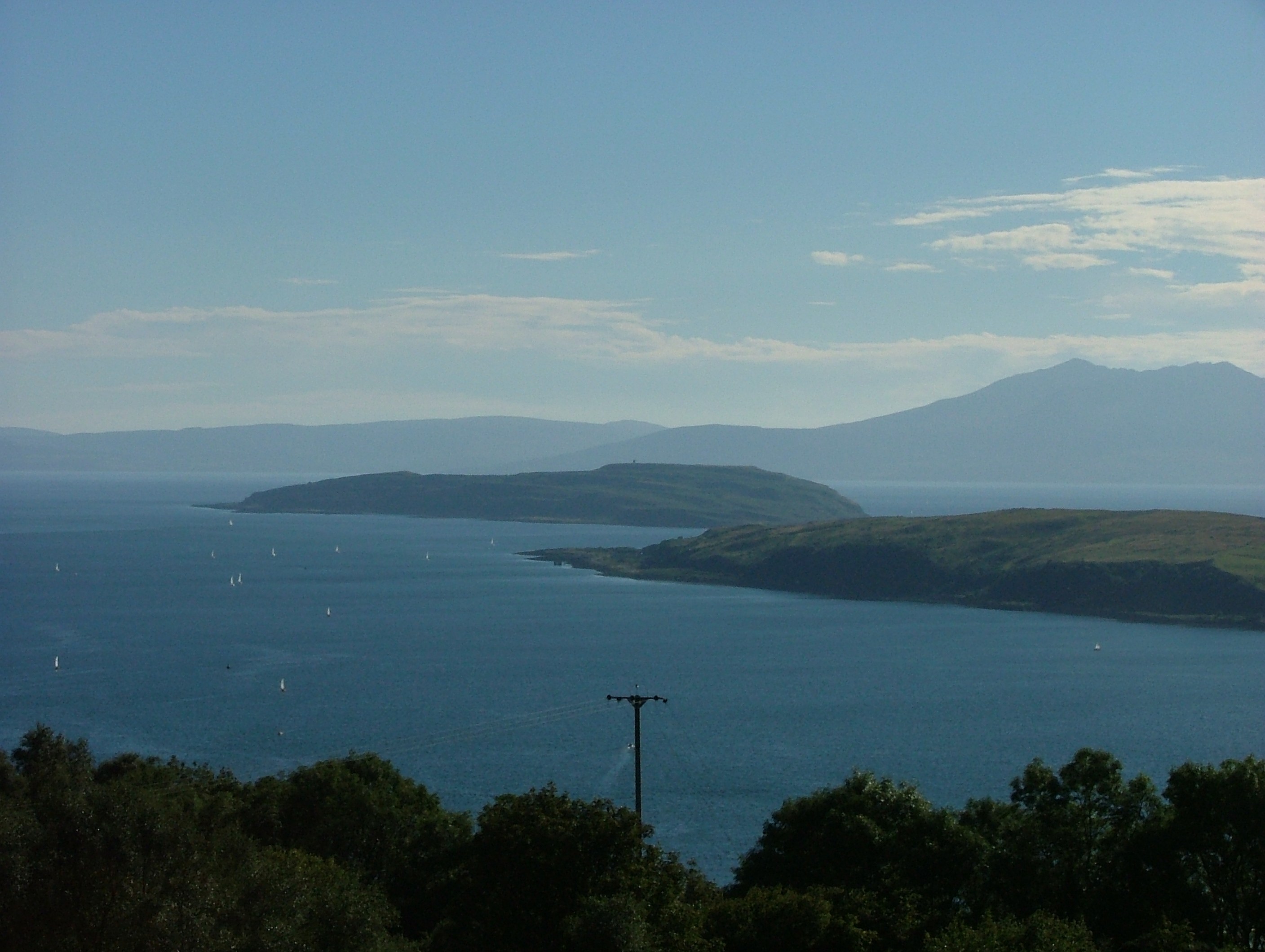
Остров Литтл Камбро, с островом Арран на заднем плане.

Всего в Шотландии насчитывается примерно 790 островов, большинство из них расположены у северного и западного побережий.
Большинство из них входят в три основные группы: Шетландские острова, Оркнейские острова и Гебридские острова. Последние, в свою очередь, делятся на Внешние Гебриды (включающие архипелаг Сент-Килда) и Внутренние Гебриды. Шетланд и Оркнеи, а также Строма, относятся к группе северных островов.
Кроме этого, значительные острова находятся в заливе Ферт-оф-Клайд. Вдоль всего побережья, а также во многих озерах (таких как Лох-Ломонд и Лох-Мари) много мелких островов. Есть также крошечные удаленные острова, не относящиеся ни к одной из групп — Рона, Сулискер, Сул-Скерри, Стак-Скерри и Роколл. Статус последнего оспаривается Ирландией, Данией и Исландией.
Самым большим островом Шотландии (после острова Великобритания) является остров Льюис-энд-Гаррис, имеющий площадь 2225 км2.
Шотландские острова имеют различную топографию. Малл, Скай и Арран отличаются гористой местностью, в то время как Тайри, Колл и восточные Оркнейские острова имеют ровный рельеф. Яркие топографические отличия можно наблюдать и в пределах групп близлежащих островов: на Оркнеях, остров Хой более холмист и изрезан, нежели его соседи, а Гаррис отличается от Льюиса, Норт-Уиста и Саут-Уиста (Внешние Гебриды) более гористой местностью.
Многие из малых прибрежных островов полностью покрываются водой при сильном приливе. Приливной водоворот Корриврекан, расположенный между островами Скарба и Джура, является одним из самых больших в мире. Скорость движения приливной волны составляет до 8 узлов.
Сильные приливы наблюдаются также в проливе Пентленд-Ферт и в заливе Ферт-оф-Лорн, у острова Лунга.

### Реки

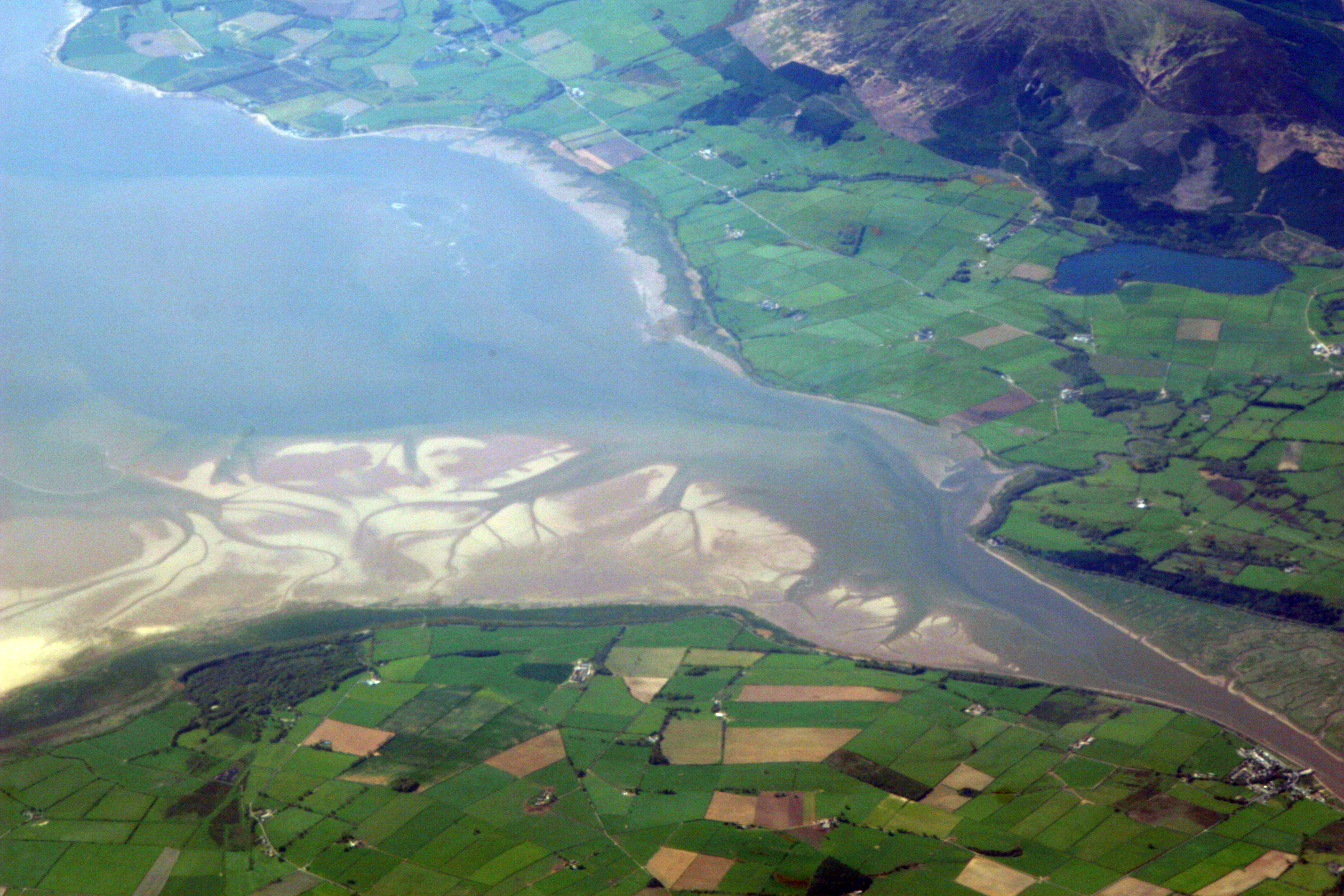
Эстуарий реки Нит, впадающей в Солуэй-Ферт к югу от Дамфриса.

Ниже перечисляются десять основных рек Шотландии, отсортированных по длине:
1. Тей — 193 км;
2. Спей — 172 км;
3. Клайд — 171 км;
4. Туид — 156 км;
5. Ди — 137 км;
6. Дон — 132 км;
7. Форт — 105 км;
8. Финдхорн[англ.] — 101 км;
9. Деверон[англ.] — 98 км;
10. Аннан — 79 км.

Водораздел между реками, текущими на запад, к Атлантическому океану, и реками, текущими на восток и впадающими в Северное море, имеет длину около 1200 километров.

### Озёра

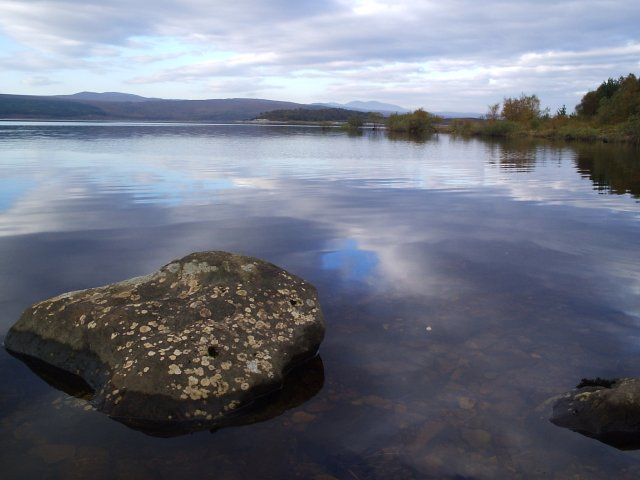
Лох-Шин — одно из многих пресноводных озёр Шотландии.

Пресноводные водоёмы в Шотландии называют «лох» (гэльск.  ˈlɒx или ˈlɒk), за исключением озера Ментит и нескольких рукотворных «озёр». До 90 % запасов пресной воды Великобритании находится на территории Шотландии.
Лох-Ломонд — самое большое пресное озеро в Британии по площади (71 км2) . Однако, самым большим озером по объёму является Лох-Несс: 7,45 км3. В одном озере Лох-Несс содержится больше воды, чем во всех озёрах Уэльса и Англии, вместе взятых.
Ниже приводится список десяти самых больших озёр Шотландии, отсортированный по площади поверхности.
1. Лох-Ломонд — 71,1 км2;
2. Лох-Несс — 56,4 км2;
3. Лох-О — 38,5 км2;
4. Лох-Мари — 28,6 км2;
5. Лох-Морар — 26,7 км2;
6. Лох-Тей — 26,4 км2;
7. Лох-Шин — 22,5 км2;
8. Лох-Шил — 19,6 км2;
9. Лох-Раннох — 19,1 км2;
10. Лох-Эрихт — 18,7 км2.

### Расстояние до других стран
Шотландия имеет сухопутную границу только с Англией, протяженность границы составляет 96 километров. Граница проходит между бассейном реки Туид на восточном побережье и заливом Солуэй-Ферт на западном. Северная Ирландия лежит всего лишь в 30 километрах от юго-западной оконечности полуострова Кинтайр, ближайшая точка республики Ирландия — в 55 километрах от острова Айлей. Остров Мэн лежит в 30 километрах к югу. Норвегия располагается в 305 километрах к востоку, Фарерские острова — в 270 километрах к северу и Исландия — в 704 километрах к северо-западу от Шотландии.

## Природоохранные территории
Несмотря на весьма значительную площадь и большое количество нетронутых человеком мест, в Шотландии всего два национальных парка: Лох-Ломонд-энд-те-Троссахс (площадь 1865 км², образован в 2002 году) и Кэрнгормс (площадь 4528 км², образован в 2003 году).

## Климат Шотландии

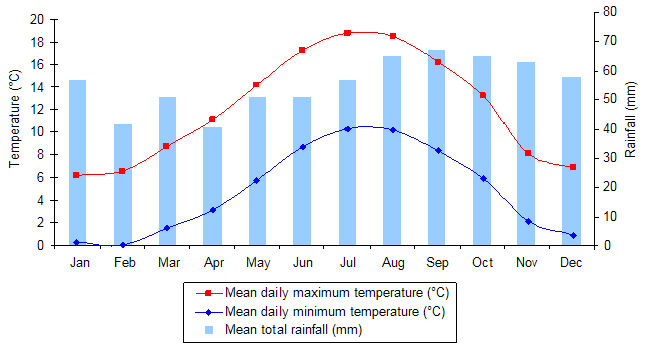
График климатических условий для Эдинбурга. Умеренные температуры и частые выпадения осадков характерны для морского климата Шотландии.

Климат Шотландии является умеренным и довольно изменчивым. Экстремальные значения температур редки. Шотландия обогревается Северо-Атлантическим течением, что обеспечивает даже северным её районам значительно более мягкие условия, чем это характерно для данных широт. Например, возле Лабрадора (Канада) наблюдение айсбергов в зимний период считаются нормальным явлением.
Средние температуры в Шотландии несколько ниже средних по Великобритании, минимальная температура (-27,2 °С) зарегистрирована в Бреймаре (Грампианские горы) 10 января 1982 года и деревне Олтнахарра (Хайленд), 30 декабря 1995 года. Максимальная температура зимнего периода составляет от 5,0 до 5,7 °С, в летний период — от 14,9 до 16,9 °С. Западные прибрежные области Шотландии теплее, чем восточные или центральные регионы, из-за влияния Атлантического течения. Рекорд максимальной температуры был зарегистрирован в деревне Грейкрук в Скоттиш-Бордерс 9 августа 2003 года.
Среднее количество осадков меняется на территории Шотландии в широких пределах: западные нагорья являются наиболее влажным местом Великобритании, с годовой суммой осадков до 4577 мм. Следуя рельефу, осадки вместе с теплым влажным воздухом направляются к гористому побережью, где охлаждаются и конденсируются, образуя облака. Для сравнения, в большей части восточной Шотландии годовая сумма осадков составляет менее 870 мм, находясь в «дождевой тени» западных нагорий. Выпадение снега не характерно для низменностей, но, с увеличением высоты, становится всё более обычным. В некоторых районах Хайленда насчитывается от 36 до 105 снежных дней в году, в то время как на западном побережье — от 0 до 6 дней.
Наибольшее количество солнечных часов за один месяц отмечалось на острове Тайри, входящем в Гебридский архипелаг, и составило 329 часов в мае 1946 и мае 1975 года. Во время летнего солнцестояния на некоторых северных островах наблюдаются белые ночи. Леруик, Шетландские острова, имеет протяженность светлого времени суток в середине лета на 4 часа больше, чем Лондон. Среднегодовая продолжительность инсоляции составляет 711—1140 часов для нагорий и северо-западных районов, и 1471—1540 для восточных и юго-западных побережий.
Преобладает юго-западное направление ветра, приносящее теплый влажный воздух с Атлантики. Наиболее ветреными являются север и запад Шотландии, часть Внешних Гебрид, Оркнейские и Шетландские острова. В этих районах насчитывается до 30 штормовых дней в год. Мощная атлантическая зона пониженного давления является основной причиной осенних и зимних ветров в Шотландии.

## Демография

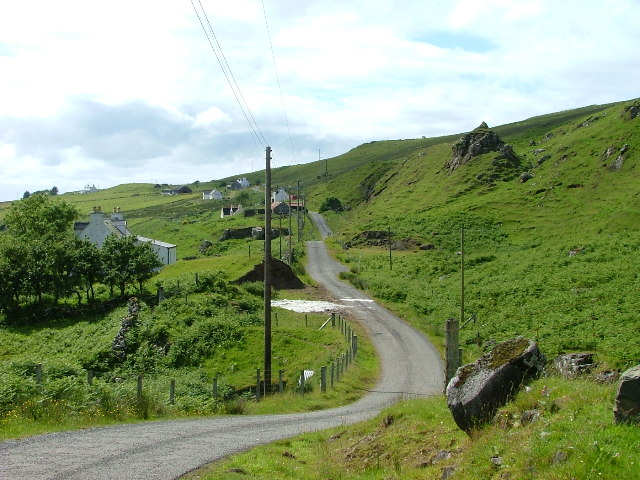
На севере и западе Шотландии многие люди живут на маленьких хуторах, таких как этот, расположенный на острове Скай.

Согласно данным Главного Бюро Регистрации Шотландии (General Register Office for Scotland (GROS)), общее население Шотландии составляло 5 168 500 человек (на апрель 2008 года), и 5 220 000 человек — на октябрь 2010 года. Прирост населения по сравнению с 2001 годом составил 2,1 %. Процент шотландцев в общем населении Великобритании в последние годы снижался, и стабилизировался лишь недавно на уровне 8,5 %. Тем не менее, в последние годы удалось остановить спад численности народонаселения, и даже вызвать устойчивый его прирост.
По сравнению с Европой, Шотландия имеет низкую плотность населения, составляющую 65 человек на квадратный километр. Тем не менее, Шотландия относится к высокоурбанизированным странам: около 82 % населения живут в населённых пунктах с численностью жителей более 3000.
В результате, большая часть населения проживает в Центральном Поясе Шотландии (на Среднешотландской низменности), вокруг главных городов — Эдинбурга и Глазго. К другим центрам повышенной плотности населения относятся северо-восточное побережье Шотландии, район городов Абердин и Инвернесс. Наименее населённой частью страны является
Северо-Шотландское нагорье, где средняя плотность населения составляет 8 человек на квадратный километр. В этом регионе большинство людей проживает в деревнях, маленьких городах и на изолированных фермах или хуторах.
Обитаемы около 100 шотландских островов. Наиболее населён остров Льюис-энд-Гаррис (почти 20 тысяч человек, по данным на 2001 год), на котором большинство населения живет в городе Сторновей. В период с 1991 по 2001 годы общее число людей, проживающих на островах, снизилось на 3 %. Тем не менее, население островов Тайри, Скай и Эгг возросло за тот же период.
В число шести основных городов Шотландии входят Глазго, Эдинбург, Абердин, Данди, Стерлинг и Инвернесс. Перепись населения Великобритании 2001 года охарактеризовала Глазго как самый большой город Шотлдандии (629 501 человек), в то время как Эдинбург на 2001 год насчитывал 448 624 человека. С 1991 по 2001 годы численность населения Эдинбурга и Стерлинга выросла на 2,9 % и 6,5 % соответственно. Для сравнения, численность населения Инвернесса выросла за те же годы на 10 %. Глазго, Данди и Абердин имеют тенденцию к снижению численности населения. Вне городов наибольший прирост населения по сравнению с данными предыдущей переписи отмечался в областях Западный Лотиан, Восточный Лотиан, Абердиншир и Перт-энд-Кинросс. На Внешних Гебридах численность населения упала на 9,8 %.

## Политическая география

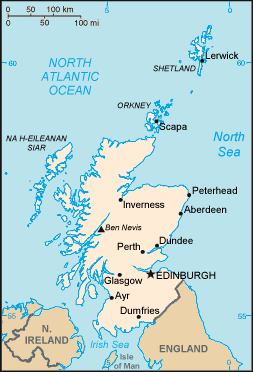
Территориально Шотландия практически неизменна с конца XV века.

Территориальные пределы Шотландии были установлены в 1237 году Йоркским договором, заключённым между Шотландией и Королевством Англия и Пертским договором в 1266 году, заключённым между Шотландией и Норвегией. С того момента изменения в составе территории Шотландии включали: передачу Англии острова Мэн в XIV веке; включение Оркнейских и Шетландских островов, ранее находившихся во владении Норвегии, в 1472 году и присоединение к территории Англии города Берик-апон-Туид королём Ричардом III в 1482 году. Долгое время сохранявшая независимость, Шотландия присоединилась к Англии в форме Королевства Великобритании в 1707 году, с подписанием Акта о Союзе.
Как одна из составных частей Соединённого Королевства, Шотландия имела своих представителей в Парламенте Соединённого Королевства (Вестминстерский дворец, Лондон). В 1997 году был проведён референдум, на котором народ Шотландии проголосовал за создание деволюционного Шотландского Парламента в Эдинбурге. Новый парламент получил право на управление Шотландией по внутренним вопросам страны, и ограниченное право на изменение налога на прибыль. Парламент Великобритании сохранил за собой ответственность за внешнюю политику, оборону Шотландии и т. п.
В период между 1889 и 1975 годами Шотландия делилась на бурги (ˈbʌrə) и графства. С 1996 года Шотландия разделена на 32 округа.
В 1955 году Великобританией был аннексирован Роколл, маленький необитаемый остров в Северной Атлантике. Позже он был объявлен «Законом об острове Роколл» (1972) частью Шотландии. Однако, легитимность данного акта оспаривается Данией, Исландией и Республикой Ирландия. Основной причиной спора являются богатые рыбные ресурсы.

## Экономическая география
Валовой внутренний продукт (ВВП) Шотландии составил в 2006 году 124 миллиарда фунтов стерлингов. ВВП на душу населения, соответственно, составил за тот же год 24 000 фунтов стерлингов.
Основные экономические отрасли Шотландии включают банковские и финансовые услуги, производство стали, транспортного оборудования, добычу нефти и газа, производство виски и туризм.